# Inside joke
 (juillet 2025).
Si vous disposez d'ouvrages ou d'articles de référence ou si vous connaissez des sites web de qualité traitant du thème abordé ici, merci de compléter l'article en donnant les références utiles à sa vérifiabilité et en les liant à la section « Notes et références ».
Pour les articles homonymes, voir Joke.
Une inside joke ou private joke (parfois PJ dans l'argot Internet) (en français blague d'initiés, plaisanterie à usage interne, blague entre nous) est une plaisanterie faite pour n'être comprise et appréciée que par un groupe restreint d'initiés, soit parce qu'elle fait appel à des connaissances propres à un domaine (une discipline, une profession, une culture, une langue étrangère, etc.), soit parce qu'elle fait allusion de manière évasive à des événements passés que seuls les membres du cercle visé peuvent connaître (on parle alors de langage ésotérique).
Les anglophones parlent plus plutôt d'in-joke.
Ce type d'humour de connivence est présent non seulement dans les conversations, mais aussi dans des œuvres d'auteurs. Dans les milieux de la radio et de la télévision, on parle aussi de blagues de coulisses lorsque celles-ci se font à micro fermé ou hors champ.

## Exemples de blagues d'initiés
- Si vous ne connaissez pas le sujet, laissez ce bandeau (vous pouvez alors contacter les auteurs).
- Si vous supprimez le contenu mis en cause (vous pouvez préalablement contacter les auteurs),

argumentez précisément cette suppression dans la page de discussion
(un manque de référence n'est pas un argument ; une recherche réelle de référence doit avoir été effectuée, être formellement documentée).

### En physique
« Heisenberg se fit un jour arrêter pour excès de vitesse. Le policier, effaré, lui crie :
— Mais vous êtes fou, savez-vous à quelle vitesse vous rouliez ?
Et Heisenberg de répondre :
— Non, mais je sais très bien où je suis. »

Cette histoire est drôle car Heisenberg est à l'origine du principe d'incertitude, loi fondamentale de la physique quantique, selon lequel dès lors que l'on connaît avec une grande précision la vitesse d'une particule, on ne peut plus avoir d'informations précises sur sa position, et vice-versa. La connaissance de l'une de ces informations exclut donc la connaissance de l'autre.

### En informatique
« Le monde se divise en 10 catégories : ceux qui savent compter en binaire, et ceux qui ne savent pas »
Il est nécessaire, pour comprendre en quoi cette affirmation est amusante, de savoir que le nombre 10 est la représentation de 2 dans le système de numération binaire.
«  Un vrai geek, c'est celui qui croit que dans un kilomètre, il y a 1 024 mètres »
Un geek est un passionné d'informatique. Un kilooctet (plus correctement appelé un kibioctet) représente 1 024 octets (210), tandis qu'un kilomètre représente 1 000 mètres.